# Idaios (Beiname des Herakles)
Idaios (altgriechisch Ἰδαῖος Idaíos) ist in der griechischen Mythologie ein Beiname des Herakles. 
Der Beiname Idaios kennzeichnet Herakles als Angehörigen der idäischen Daktylen, deren Heimat sowohl das kleinasiatische Ida-Gebirge als auch der kretische Ida war. Die kretischen Daktyloi waren die ersten Wächter über das neugeborene Zeuskind, das ihnen von Rhea übergeben worden war. Die Namen der kretischen, Daktyloi genannten Brüder waren Herakles – der älteste unter den Daktyloi –, Paionaios, Epimedes, Iasios und Idas.
Zu fassen ist unter dem Beinamen eine ältere Auffassung des Herakles, der aus Kreta nach Griechenland kam und die ersten Olympischen Spiele begründete, die zunächst nur ein Wettkampf im Lauf zwischen den Brüdern waren. Aus der Fünfzahl der Brüder soll die Einrichtung entstanden sein, die Olympischen Spiele in jedem fünften Jahr zu veranstalten, das Veranstaltungsjahr immer neu mitgezählt. All dies soll sich vor der Deukalischen Flut zugetragen haben, denn ein Nachfahre dieses Herakles namens Klymenos kam 50 Jahre nach der Flut nach Olympia. Herakles Idaios ist auch im antiken Verständnis nicht gleichzusetzen mit dem Herakles als Sohn der Alkmene.
Der Kult des Herakles Idaios ist vielerorts zu fassen und nicht nur für Olympia, sondern auch allgemein in Elis, aber auch für Erythrai, Megalopolis Mykalessos und Thespiai überliefert.